# Fred M. Wilcox
Fred McLeod Wilcox (Tazewell, 22 dicembre 1907 – Los Angeles, 23 settembre 1964) è stato un regista statunitense.

## Biografia
Nacque come Fred McLeod Wilcox da un optometrista del Kentucky con una turbolenta vita sentimentale, sposato sei volte e padre di sei figli, tutti avuti dalla prima moglie.
Sua cugina era Ruth Selwyn, moglie di Edgar Selwyn, uno dei fondatori della casa di produzione Goldwyn. Nel 1929 Wilcox iniziò a lavorare nel distaccamento della MGM di New York, divenendo uno degli assistenti di King Vidor. Poi fu assistente di regia per Selwyn e per altri registi fino al 1938, quando iniziò a dirigere piccole produzioni. L'esordio vero avvenne con il  film Torna a casa, Lassie! (1943), seguito da Il coraggio di Lassie (1946), con la giovane Elizabeth Taylor.
Avvezzo a lavorare con bambini, dopo aver diretto qualche altro B-movie, si cimentò nella riduzione cinematografica de Il giardino segreto (1949), dal romanzo di Frances Hodgson Burnett, con la piccola Margaret O'Brien. La sua opera più famosa resta però il film di fantascienza Il pianeta proibito (1956).

## Filmografia parziale
- Torna a casa, Lassie! (Lassie Come Home) (1943)
- Il coraggio di Lassie (Courage of Lassie) (1946)
- Casa mia (Hills of Home) (1948)
- Mamma non ti sposare (Three Daring Daughters) (1948)
- Il giardino segreto (The Secret Garden) (1949)
- Prendeteli vivi o morti (Code Two) (1953)
- Il pianeta proibito (Forbidden Planet) (1956)
- La negra bianca (I Passed for White) (1960)